# مکس براون (بازیکن فوتبال)
مکس براون (انگلیسی: Max Brown؛ زادهٔ ۲۹ مارس ۱۹۹۹) بازیکن فوتبال است.
از باشگاه‌هایی که در آن بازی کرده‌است می‌توان به باشگاه فوتبال کارلایل یونایتد اشاره کرد.